# Prostanthera walteri
Prostanthera walteri es una especie, amenazada de extinción, de planta arbustiva del género Prostanthera perteneciente a la familia de las lamiáceas. Es un endemismo limitado a unos cuantos puntos de una zona poco extendida de Australia suroriental (Estados de Nueva Gales del Sur y, sobre todo, Victoria).

## Descripción
Se trata de un arbusto desparramado de una altura de 1-2 m, con ramas de sección subcircular intricadas y densamente peludas-tomentosas y glandulares. Dichas ramas soportan hojas cortamente pecioladas de limbo ovalado más o menos romboide de 1-3 cm de largo por 0,5-1,5cm de ancho con una base obtusa a más o menos cuneada, el ápice obtuso y los márgenes enteros y reflejos. Están cubiertas de un tomento parecido al de las ramas, con el haz surcado y prácticamente glabro si no es unos pelos dispersos, en particualr en el nervio mediano. Las flores son axilares, largamente pediceladas y solitarias, con bractéolas mediocentimétricas. El cáliz es bilabiado, de color verdoso hasta purpúreo, de tamaño centimétrico, con un tubo estriado longitudinalmente de 4-5mm de largo, y con los labios de 3-6 mm, enteros y lisos. La corola, bilabiada (el labio superior a penas escotado y el inferior con 3 lóbulos), glabra interiormente y puberulenta exteriormente, es grande -desde 1,5 hasta 2,5cm de largo-, con el tubo alargado -como todas las especies de la Sección Klanderia- , de un color azul verdoso, raramente verde amarillento, con proeminentes venas, algo ramificadas, purpúreas. Los estambres tienen las anteras con el conectivo ornamentado por un apéndice más o menos igual de largo que las propias anteras.

## Hábitat
Crece habitualmente en los bosques esclerófilos, sobre suelos graníticos     - asociado con Eucalyptus obliqua, Eucalyptus  regnans y Eucalyptus  viminalis, entre otros- a altitudes entre 1000 y 1400m.

## Taxonomía
Prostanthera walteri fue descrita, sin figurar, por Ferdinand von Müller y publicado en  Fragmenta Phytographiae Australiae, vol. 7. p. 108-109, 1871.
Etimología
- Prostanthera: nombre genérico que deriva del griego προσταη, apéndice y αντερα, antera, pues el conectivo de las anteras de muchas de sus especies tienen una protuberancia apendicular en forma de espolón.[5][6][7]

- walteri: especie dedicada a Charles Walter, amigo de Ferdinand von Müller, que la descubrió en el Mount Ellery -en el actual Errinundra National Park, en el Estado de Victoria- y se la transmitió para su estudio.[3]